# Putnam County (Missouri)
Putnam County is een county in de Amerikaanse staat Missouri.
De county heeft een landoppervlakte van 1.341 km² en telt 5.223 inwoners (volkstelling 2000). De hoofdplaats is Unionville.